# Florine Pary-Mille
Pour les articles homonymes, voir Pary et Mille.
Florine Pary-Mille, née à Mouscron le 21 août 1951, est une femme politique belge de langue française, membre du Mouvement réformateur.
Elle est députée wallonne et membre du Parlement de la Communauté française Wallonie-Bruxelles pour l'arrondissement de Soignies depuis 1999.
Elle fut également bourgmestre de la commune d'Enghien (2000-2012). 

## Biographie
Candidate en droit et licenciée en journalisme et communication sociale de l’Université libre de Bruxelles, elle a commencé sa carrière professionnelle comme responsable des publications au CRIEP (Centre de recherche et d’information sur les études et les professions) à Bruxelles.
De 1980 à 1985, elle a été l’attachée de presse de plusieurs ministres libéraux, avant d’exercer, pendant près de 15 ans, la fonction de secrétaire politique au groupe PRL-FDF de la Chambre des représentants, sous la présidence successive des ministres Robert Henrion, Serge Kubla, Louis Michel et Didier Reynders.
Depuis juin 1999, elle est députée au Parlement wallon et au Parlement de la Communauté française pour l’arrondissement de Soignies. 
Au Parlement wallon, elle est membre effective de la commission des Affaires intérieures et de la Fonction publique, elle est membre suppléante à la commission de l’Économie, de l’Emploi, du Commerce extérieur, de la Formation et de la Recherche.
Au Parlement de la Communauté française, elle préside le comité d’avis chargé d’examiner les questions relatives à l’égalité des chances entre les hommes et les femmes et elle est membre effective de la Commission de la Santé, des Matières sociales et de l’Aide à la jeunesse.
Dans les deux assemblées parlementaires, elle a développé de nombreuses questions orales, écrites et interpellations et est l’autrice de plusieurs propositions de décret.
Ses centres de préoccupation sont l’emploi, l’égalité des chances, la santé, la jeunesse, l’éducation et les défis à relever pour l’avenir de sa région et sa commune.
Sur le plan communal, après avoir été conseillère communale de l’opposition durant 12 ans, elle a renversé une majorité absolue CDH vieille de 24 ans et est devenue en 2001 la première femme bourgmestre d’Enghien. Elle a été remplacée en 2013 par le bourgmestre Ecolo Olivier Saint-Amand.
Bourgmestre d’une commune à facilités linguistiques, elle a déposé une proposition de décret modifiant les règles de financement des communes wallonnes en vue d’octroyer une aide complémentaire aux communes à statut linguistique spécial en raison des obligations liées à ce statut particulier.
Elle a décidé de ne plus se représenter ni au scrutin régional ni fédéral de 2014.

## Carrière politique
- Conseillère communale d'Enghien (1989-)
- Bourgmestre d'Enghien (2001-2012)
- Députée wallonne (1999-2014)